# Tong Castle Hill
Tong Castle Hill är ett slott i Storbritannien.   Det ligger i grevskapet Shropshire i riksdelen England, i den södra delen av landet, 200 km nordväst om huvudstaden London. Tong Castle Hill ligger 84 meter över havet.
Terrängen runt Tong Castle Hill är huvudsakligen platt. Tong Castle Hill ligger nere i en dal. Runt Tong Castle Hill är det ganska tätbefolkat, med 214 invånare per kvadratkilometer. Närmaste större samhälle är Wolverhampton, 15,4 km sydost om Tong Castle Hill. Trakten runt Tong Castle Hill består till största delen av jordbruksmark.